# Montaña de Iveria

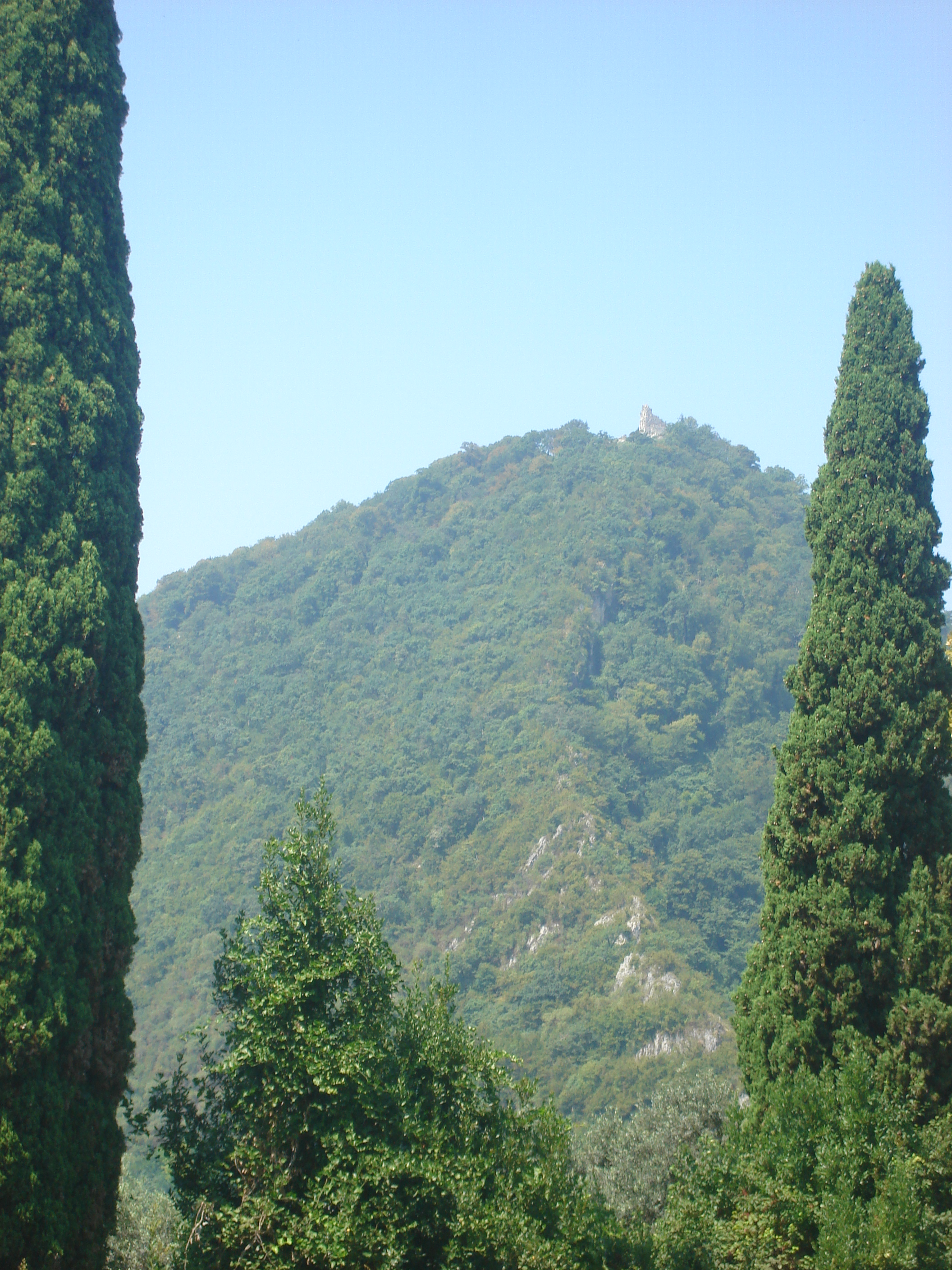
Vista de la Montaña de Iveria.

La Montaña de Iberia (en ruso: Анакопийская гора, Anakopiskaya gora - Monte de Anacopia) es una montaña en Novi Afon, en Abjasia. En su cima se encuentran las ruinas de la antigua capital de Abjasia, Anacopia. En sus inmediaciones, se encuentra la Cueva de Novi Afon.